# Serra dels Horts de Secà
La Serra dels Horts de Secà és una serra situada al municipi de Margalef a la comarca del Priorat, amb una elevació màxima de 699 metres.